# Ely (Minnesota)
Pour les articles homonymes, voir Ely (homonymie).

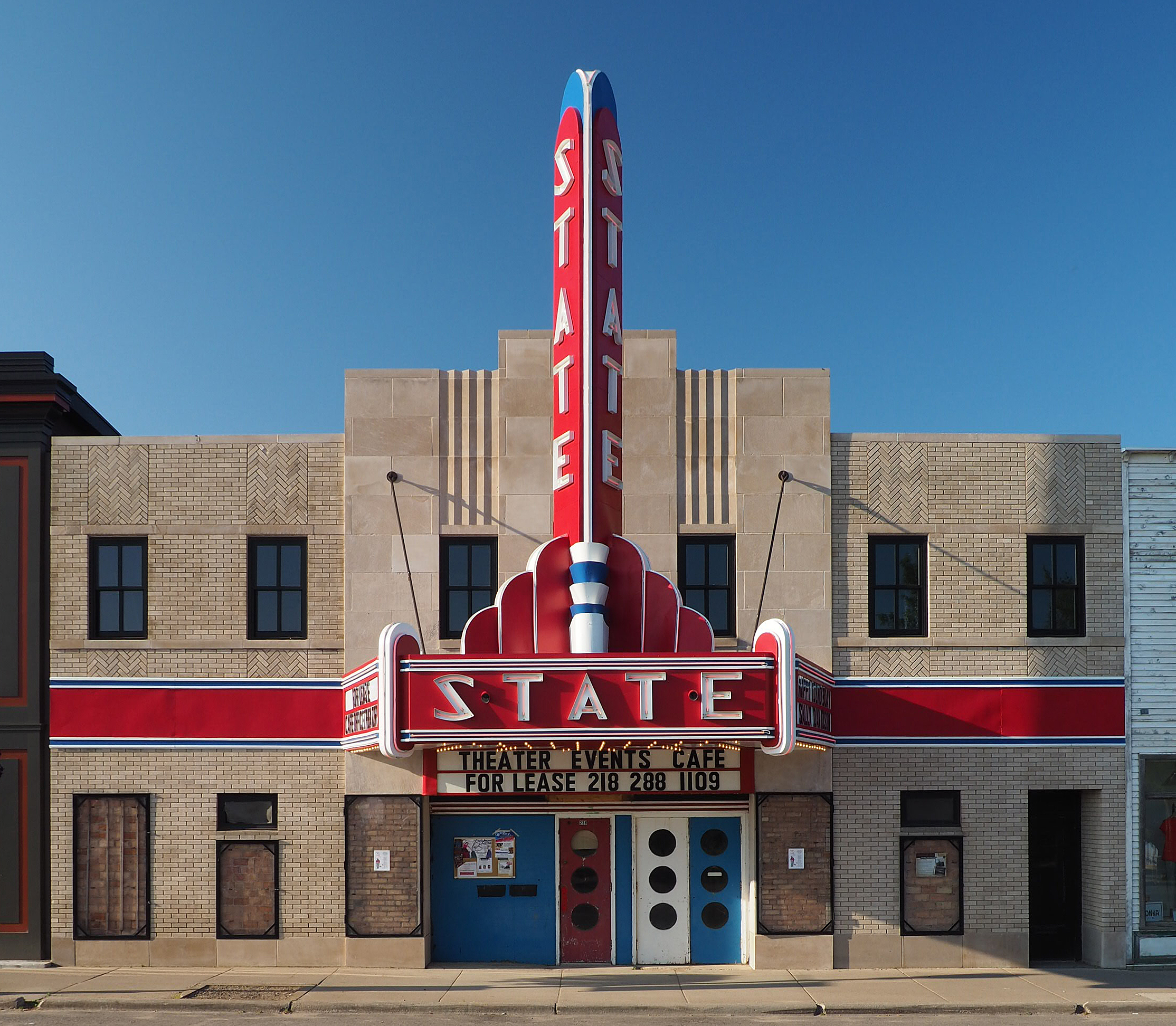
Le théatre à Ely. Juillet 2017.

Ely est une ville située dans le comté de Saint Louis, dans l'État du Minnesota, aux États-Unis. Au recensement de 2010, sa population était de 3 460 habitants.

## Personnalités liées à la ville
- Jim Brandenburg (en), photographe.
- Dorothy Louise Molter (en).
- Sigurd F. Olson, naturaliste et auteur.
- Will Steger, explorateur.
- Jessica Biel, actrice, y est née.
- Joe Seliga (en).